# Panicum arundinariae
Panicum arundinariae är en gräsart som beskrevs av Eugène Pierre Nicolas Fournier. Panicum arundinariae ingår i släktet vipphirser, och familjen gräs. Inga underarter finns listade i Catalogue of Life.